# Гебхард Йохан IV фон Алвенслебен
Гебхард Йохан IV фон Алвенслебен (на немски: Gebhard Johann IV von Alvensleben; * 10 февруари 1703, Айхенбарлебен; † 2 януари 1763, Магдебург) е благородник от род Алвенслебен в дворец Айхенбарлебен в Саксония-Анхалт.

## Биография
Той е единствен син на Гебхард XXVII фон Алвенслебен (1676 – 1704/1709) и Хелена фон дер Шуленбург (1676 – 1747), дъщеря на фрайхер Александер III фон дер Шуленбург (1616 – 1683) и втората му съпруга Анна София фон Бисмарк (1645 – 1709). Внук е на Гебхард Йохан II фон Алвенслебен (1642 – 1700) и Кристина фон Алвенслебен (1651 – 1691), дъщеря на Гебхард XXV фон Алвенслебен (1618 – 1681) и Агнес фон Раутенберг (1616 – 1685/1686).
Дворецът Айхенбарлебен е собственост на фамилията Алвенслебен от 1453 до 1858 г.
Гебхард Йохан IV фон Алвенслебен умира на 59 години на 2 януари 1763 г. в Магдебург.

## Фамилия
Първи брак: на 3 февруари 1726 в Еркслебен с Йохана Фридерика фон Алвенслебен (* 9 август 1709, Еркслебен; † 4 май 1727). Те имат една дъщеря:
- Кристиана Еберхардина фон Алвенслебен (* 28 април 1727, Айхенбарлебен; † 2 юни 1774), омъжена на 13 септември 1765 г. в Хоенеркслебен за Йохан Ернст Гебхард фон Омптеда.

Втори брак: на 1 юни 1728 г. в Биндорф, окр. Кьотен, със София Вилхелмина фон Хаген (* 2 април 1710, Волфенбютел; † 18 август 1747, Айхенбарлебен), дъщеря на Бусо фон Хаген (1665 – 1734) и Доротея Хенриета фон Шьонинг (1682 – 1714). Те имат децата:
- Еренгард Хелена фон Алвенслебен (* 17 юли 1729, Айхенбарлебен; † 23 септември 1771, Хохенеркслебен), омъжена на 4 декември 1749 г. в Айхенбарлебен за Антон Фридрих фон Крозигк (* 1721; † 22 юни 1779, Хохенеркслебен)
- Гебхард XXVIII фон Алвенслебен (* 5 януари 1734, Айхенбарлебен; † 12 март 1801, Айхенбарлебен), женен на 27 март 1764 г. в Дьонщедт за Йохана Каролина фон Алвенслебен (* 30 юни 1746, Алслебен; † 26 юни 1787, Айхенбарлебен), дъщеря на Йохан Фридрих фон Алвенслебен (1698 – 1752) и Вилхелмина Ернестина Луиза фон Ерла (1722 – 1756)
- Йохан Фридрих фон Алвенслебен (* 22 февруари 1736, Магдебург; † 25 февруари 1819, Редекин), господар на Финау, окр. Залцведел, и Редекин, окр. Жерихов II, женен I. на 11 ноември 1760 г. в Магдебург за Аделхайд Фридерика фон Кайзерлингк (* 3 юли 1744; † 12 юни 1818), II. на 18 септември 1776 г. в Рьогатц за Фридерика Каролина фон Клинглин (* 5 март 1749, Брюксел; † 18 април 1799, Магдебург)
- Бусо Август фон Алвенслебен
- Хенриета Фридерика фон Алвенслебен
- Шарлота Луиза фон Алвенслебен
- Фридерика Луиза фон Алвенслебен

Трети брак: на 31 март 1744 г. в Тухайм с Йохана Елеонора фон дер Шуленбург (* 28 октомври 1721, Тухайм; † 28 юни 1808), дъщеря на Левин Дитрих фон дер Шуленбург-Тухайм (1678 – 1743) и Катарина София фон дер Асебург (1686 – 1780). Бракът е бездетен.